# Gvendolína
Gvendolína je ženské křestní jméno. Pochází z velšských slov gwen bílá, spravedlivá a dolen kruh, luk. Jméno Gwendolen nosila mytická královna Britonů, která porazila svého manžela v bitvě u řeky Stour. Další varianty jsou Gwendolyn či Gwendolen.

## Nositelky Gwendolen
- Maud Gwendolen Syrie Barnardo, britská interiérní dekoratérka
- Gwendolen Margaret Carter (1906–1991), kanadská politoložka
- Gwendolen Mary John, britská malířka
- Gwendolen Fer, francouzská jezdkyně
- Gwendolen Fitzalan-Howard, vévodkyně Norfolku
- Gwendolen Guiness, hraběnka Iveagh a politička Spojeného království
- Gwnedolen Mary Raverat (1885–1957), britská dřevorytkyně
- F. Gwendolen Rees, britská zooložka a parasitoložka
- Ella Gwendolen Rees Williams (1890–1979), prozaička z Dominiky

## Nositelky Gwendolyn/lin
- Gwen Araujo, transsexuální oběť vraždy
- Gwendolyn B. Bennett, americká spisovatelka
- Gwendolyn Bradley, americká sopranistka
- Gwendolyn T. Britt, americká politička
- Gwendolyn Brooksová, americká básnířka
- Gwendolyn Faison, americká politička
- Gwendolyn Audrey Foster, americká profesorka angličtiny a filmových studií
- Gwendolyn Garcia, filipínská politička
- Gwendolyn Graham, americká sériová vražedkyně
- Gwendolyn Holbrow, americká umělkyně
- Gwendolyn King, americká obchodnice
- Gwendolyn Knight, americká sochařka
- Gwendolyn Lycett, britská krasobruslařka
- Gwendolyn MacEwen, kanadská prozaička a básnířka
- Gwendolyn Masin, holandská houslistka
- Gwendolyn Rutten, belgická politička
- Gwen Stefani, americká zpěvačka
- Gwendolyn Zepeda, americká autorka